# Nemoria mustela
Nemoria mustela är en fjärilsart som beskrevs av Druce 1892. Nemoria mustela ingår i släktet Nemoria och familjen mätare. Inga underarter finns listade i Catalogue of Life.